# Ampelita julii
Ampelita julii é uma espécie de gastrópode  da família Acavidae.
É endémica de Madagáscar.